# Grand Prix Węgier 2010

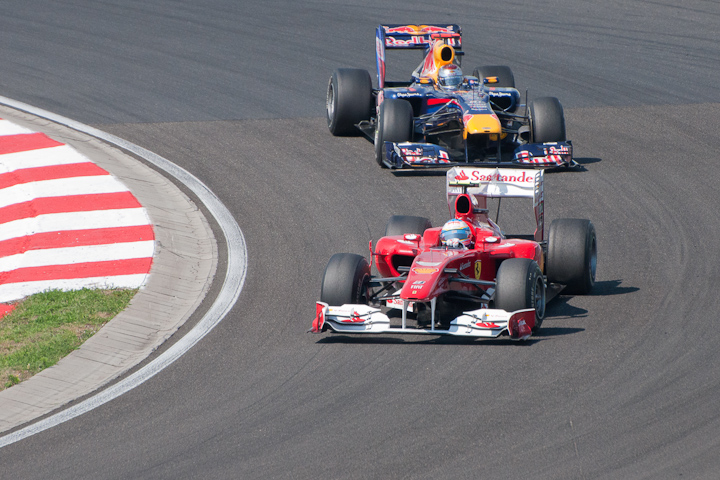
Fernando Alonso i Sebastian Vettel podczas Grand Prix Węgier 2010

Grand Prix Węgier 2010 – dwunasta runda Mistrzostw Świata Formuły 1 w sezonie 2010.

## Lista startowa
Na niebieskim tle kierowcy biorący udział jedynie w piątkowych treningach
| Nr | Kierowca           | Zespół                       | Samochód          | Silnik               | Opony |
| -- | ------------------ | ---------------------------- | ----------------- | -------------------- | ----- |
| 1  | Jenson Button      | Vodafone McLaren Mercedes    | McLaren MP4-25    | Mercedes-Benz FO108X | B     |
| 2  | Lewis Hamilton     | Vodafone McLaren Mercedes    | McLaren MP4-25    | Mercedes-Benz FO108X | B     |
| 3  | Michael Schumacher | Mercedes GP Petronas F1 Team | Mercedes MGP W01  | Mercedes-Benz FO108X | B     |
| 4  | Nico Rosberg       | Mercedes GP Petronas F1 Team | Mercedes MGP W01  | Mercedes-Benz FO108X | B     |
| 5  | Sebastian Vettel   | Red Bull Racing              | Red Bull RB6      | Renault RS27-2010    | B     |
| 6  | Mark Webber        | Red Bull Racing              | Red Bull RB6      | Renault RS27-2010    | B     |
| 7  | Felipe Massa       | Scuderia Marlboro Ferrari    | Ferrari F10       | Ferrari 056          | B     |
| 8  | Fernando Alonso    | Scuderia Marlboro Ferrari    | Ferrari F10       | Ferrari 056          | B     |
| 9  | Rubens Barrichello | AT&T WilliamsF1 Team         | Williams FW32     | Cosworth CA2010      | B     |
| 10 | Nico Hülkenberg    | AT&T WilliamsF1 Team         | Williams FW32     | Cosworth CA2010      | B     |
| 11 | Robert Kubica      | Renault F1 Team              | Renault R30       | Renault RS27-2010    | B     |
| 12 | Witalij Pietrow    | Renault F1 Team              | Renault R30       | Renault RS27-2010    | B     |
| 14 | Adrian Sutil       | Force India Formula One Team | Force India VJM03 | Mercedes-Benz FO108X | B     |
| 15 | Vitantonio Liuzzi  | Force India Formula One Team | Force India VJM03 | Mercedes-Benz FO108X | B     |
| 15 | Paul di Resta      | Force India Formula One Team | Force India VJM03 | Mercedes-Benz FO108X | B     |
| 16 | Sébastien Buemi    | Scuderia Toro Rosso          | Toro Rosso STR5   | Ferrari 056          | B     |
| 17 | Jaime Alguersuari  | Scuderia Toro Rosso          | Toro Rosso STR5   | Ferrari 056          | B     |
| 18 | Jarno Trulli       | Lotus F1 Racing              | Lotus T127        | Cosworth CA2010      | B     |
| 19 | Heikki Kovalainen  | Lotus F1 Racing              | Lotus T127        | Cosworth CA2010      | B     |
| 20 | Sakon Yamamoto     | HRT F1 Team                  | Hispania F110     | Cosworth CA2010      | B     |
| 21 | Bruno Senna        | HRT F1 Team                  | Hispania F110     | Cosworth CA2010      | B     |
| 22 | Pedro de la Rosa   | BMW Sauber F1 Team           | BMW Sauber C29    | Ferrari 056          | B     |
| 23 | Kamui Kobayashi    | BMW Sauber F1 Team           | BMW Sauber C29    | Ferrari 056          | B     |
| 24 | Timo Glock         | Virgin Racing                | Virgin VR-01      | Cosworth CA2010      | B     |
| 25 | Lucas Di Grassi    | Virgin Racing                | Virgin VR-01      | Cosworth CA2010      | B     |
| Nr | Kierowca           | Zespół                       | Samochód          | Silnik               | Opony |

## Wyniki

### Sesje treningowe
| Sesja | Nr | Kierowca         | Konstruktor      | Czas     | Okr. |
| ----- | -- | ---------------- | ---------------- | -------- | ---- |
| 1     | 5  | Sebastian Vettel | Red Bull-Renault | 1:20,976 | 29   |
| 2     | 5  | Sebastian Vettel | Red Bull-Renault | 1:20,087 | 33   |
| 3     | 6  | Mark Webber      | Red Bull-Renault | 1:19,574 | 17   |

### Kwalifikacje
Źródło: Wyprzedź Mnie!
| Poz. | Nr | Kierowca           | Konstruktor          | Q1       | Q2       | Q3       | Poz. s. |
| --- | --- | ------------------ | -------------------- | -------- | -------- | -------- | ------- |
| 1 | 5 | Sebastian Vettel   | Red Bull-Renault     | 1:20,417 | 1:19,573 | 1:18,773 | 1       |
| 2 | 6 | Mark Webber        | Red Bull-Renault     | 1:21,132 | 1:19,531 | 1:19,184 | 2       |
| 3 | 8 | Fernando Alonso    | Ferrari              | 1:21,278 | 1:20,237 | 1:19,987 | 3       |
| 4 | 7 | Felipe Massa       | Ferrari              | 1:21,299 | 1:20,857 | 1:20,331 | 4       |
| 5 | 2 | Lewis Hamilton     | McLaren-Mercedes     | 1:21,455 | 1:20,877 | 1:20,499 | 5       |
| 6 | 4 | Nico Rosberg       | Mercedes             | 1:21,212 | 1:20,811 | 1:21,082 | 6       |
| 7 | 12 | Witalij Pietrow    | Renault              | 1:21,558 | 1:20,797 | 1:21,229 | 7       |
| 8 | 11 | Robert Kubica      | Renault              | 1:21,159 | 1:20,867 | 1:21,328 | 8       |
| 9 | 22 | Pedro de la Rosa   | BMW Sauber-Ferrari   | 1:21,891 | 1:21,273 | 1:21,411 | 9       |
| 10 | 10 | Nico Hülkenberg    | Williams-Cosworth    | 1:21,598 | 1:21,275 | 1:21,710 | 10      |
| 11 | 1 | Jenson Button      | McLaren-Mercedes     | 1:21,422 | 1:21,292 | –        | 11      |
| 12 | 9 | Rubens Barrichello | Williams-Cosworth    | 1:21,478 | 1:21,331 | –        | 12      |
| 13 | 14 | Adrian Sutil       | Force India-Mercedes | 1:22,080 | 1:21,517 | –        | 13      |
| 14 | 3 | Michael Schumacher | Mercedes             | 1:21,840 | 1:21,630 | –        | 14      |
| 15 | 16 | Sébastien Buemi    | STR-Ferrari          | 1:21,982 | 1:21,897 | –        | 15      |
| 16 | 15 | Vitantonio Liuzzi  | Force India-Mercedes | 1:21,789 | 1:21,927 | –        | 16      |
| 17 | 17 | Jaime Alguersuari  | STR-Ferrari          | 1:21,978 | 1:21,998 | –        | 17      |
| 18 | 23 | Kamui Kobayashi    | BMW Sauber-Ferrari   | 1:22,222 | –        | –        | 23      |
| 19 | 24 | Timo Glock         | Virgin-Cosworth      | 1:24,050 | –        | –        | 18      |
| 20 | 19 | Heikki Kovalainen  | Lotus-Cosworth       | 1:24,120 | –        | –        | 19      |
| 21 | 18 | Jarno Trulli       | Lotus-Cosworth       | 1:24,199 | –        | –        | 20      |
| 22 | 25 | Lucas Di Grassi    | Virgin-Cosworth      | 1.25,118 | –        | –        | 21      |
| 23 | 21 | Bruno Senna        | HRT-Cosworth         | 1:26,391 | –        | –        | 22      |
| 24 | 20 | Sakon Yamamoto     | HRT-Cosworth         | 1:26,453 | –        | –        | 24      |
| Poz. | Nr | Kierowca           | Konstruktor          | Q1       | Q2       | Q3       | Poz. s. |
| \| Legenda \| Legenda \| \| ------------------------ \| ---------------------------------------------------------------------------------------------------------------------------------------------------------------------------------------------------------------------------------------------------------------- \| \| Poz. Nr Q1 Q2 Q3 Poz. s. \| Pozycja zajęta w sesji kwalifikacyjnej Numer startowy kierowcy Wynik uzyskany w pierwszej części kwalifikacji Wynik uzyskany w drugiej części kwalifikacji Wynik uzyskany w trzeciej części kwalifikacji Pozycja startowa po uwzględnięniu kar, przesunięć, itp. \| | |                    |                      |          |          |          |         |
| Legenda | |                    |                      |          |          |          |         |
| Poz. Nr Q1 Q2 Q3 Poz. s. | Pozycja zajęta w sesji kwalifikacyjnej Numer startowy kierowcy Wynik uzyskany w pierwszej części kwalifikacji Wynik uzyskany w drugiej części kwalifikacji Wynik uzyskany w trzeciej części kwalifikacji Pozycja startowa po uwzględnięniu kar, przesunięć, itp. |                    |                      |          |          |          |         |

### Wyścig
Źródło: Wyprzedź Mnie!
| P                 | + / –     | Nr | Kierowca           | Konstruktor          | Okr. | Czas / Strata    | Komentarz                       |
| ----------------- | --------- | -- | ------------------ | -------------------- | ---- | ---------------- | ------------------------------- |
| 1                 | 1         | 6  | Mark Webber        | Red Bull-Renault     | 70   | 1h41m05,571      |                                 |
| 2                 | 1         | 8  | Fernando Alonso    | Ferrari              | 70   | +0:17,821        |                                 |
| 3                 | 2         | 5  | Sebastian Vettel   | Red Bull-Renault     | 70   | +0:19,252        |                                 |
| 4                 | Bez zmian | 7  | Felipe Massa       | Ferrari              | 70   | +0:27,474        |                                 |
| 5                 | 2         | 12 | Witalij Pietrow    | Renault              | 70   | +1:13,192        |                                 |
| 6                 | 4         | 10 | Nico Hülkenberg    | Williams-Cosworth    | 70   | +1:16,723        |                                 |
| 7                 | 2         | 22 | Pedro de la Rosa   | BMW Sauber-Ferrari   | 69   | +1 okr.          |                                 |
| 8                 | 3         | 1  | Jenson Button      | McLaren-Mercedes     | 69   | +1 okr. (01,447) |                                 |
| 9                 | 14        | 23 | Kamui Kobayashi    | BMW Sauber-Ferrari   | 69   | +1 okr. (01,002) |                                 |
| 10                | 2         | 9  | Rubens Barrichello | Williams-Cosworth    | 69   | +1 okr. (01,782) |                                 |
| 11                | 3         | 3  | Michael Schumacher | Mercedes             | 69   | +1 okr. (19,472) |                                 |
| 12                | 3         | 16 | Sébastien Buemi    | Toro Rosso-Ferrari   | 69   | +1 okr. (06,599) |                                 |
| 13                | 3         | 15 | Vitantonio Liuzzi  | Force India-Mercedes | 69   | +1 okr. (00,649) |                                 |
| 14                | 5         | 19 | Heikki Kovalainen  | Lotus-Cosworth       | 67   | +3 okr.          |                                 |
| 15                | 5         | 18 | Jarno Trulli       | Lotus-Cosworth       | 67   | +3 okr. (00,888) |                                 |
| 16                | 2         | 24 | Timo Glock         | Virgin-Cosworth      | 67   | +3 okr. (26,661) |                                 |
| 17                | 5         | 21 | Bruno Senna        | HRT-Cosworth         | 67   | +3 okr. (29,282) |                                 |
| 18                | 3         | 25 | Lucas Di Grassi    | Virgin-Cosworth      | 66   | +4 okr.          |                                 |
| 19                | 5         | 20 | Sakon Yamamoto     | HRT-Cosworth         | 66   | +4 okr. (30,287) |                                 |
| Niesklasyfikowani |           |    |                    |                      |      |                  |                                 |
|                   |           | 2  | Lewis Hamilton     | McLaren-Mercedes     | 24   |                  | układ przeniesienia napędu      |
|                   |           | 11 | Robert Kubica      | Renault              | 24   |                  | uszkodzenia z kolizji z Sutilem |
|                   |           | 4  | Nico Rosberg       | Mercedes             | 16   |                  | nieprzykręcone koło             |
|                   |           | 14 | Adrian Sutil       | Force India-Mercedes | 16   |                  | kolizja z Kubicą                |
|                   |           | 17 | Jaime Alguersuari  | Toro Rosso-Ferrari   | 1    |                  | silnik                          |
| P                 | + / –     | Nr | Kierowca           | Konstruktor          | Okr. | Czas / Strata    | Komentarz                       |

### Najszybsze okrążenie
Źródło: Wyprzedź Mnie!
| Nr | Kierowca         | Konstruktor      | Czas     | Okr. |
| -- | ---------------- | ---------------- | -------- | ---- |
| 5  | Sebastian Vettel | Red Bull-Renault | 1:22,362 | 70   |

## Prowadzenie w wyścigu
| Nr                              | Kierowca         | Okrążenia | Suma |
| ------------------------------- | ---------------- | --------- | ---- |
| 5                               | Sebastian Vettel | 1-16      | 16   |
| 6                               | Mark Webber      | 16-70     | 54   |
| \| Wykres \| \| ------ \| \| \| |                  |           |      |
| Wykres                          |                  |           |      |
|                                 |                  |           |      |

## Klasyfikacja po wyścigu

### Kierowcy
| P  | +/− | Kierowca           | Starty | Punkty | P1 | P2 | P3 | PP | NO | NS |
| -- | --- | ------------------ | ------ | ------ | -- | -- | -- | -- | -- | -- |
| 1  | +2  | Mark Webber        | 12     | 161    | 4  | 1  | 1  | 4  | 2  | 1  |
| 2  | −1  | Lewis Hamilton     | 12     | 157    | 2  | 3  | 1  | 1  | 2  | 1  |
| 3  | +1  | Sebastian Vettel   | 12     | 151    | 2  | 1  | 3  | 7  | 3  | 2  |
| 4  | −2  | Jenson Button      | 12     | 147    | 2  | 2  | 1  | –  | 1  | 1  |
| 5  | 0   | Fernando Alonso    | 12     | 141    | 2  | 2  | 1  | –  | 2  | –  |
| 6  | +2  | Felipe Massa       | 12     | 97     | –  | 2  | 1  | –  | –  | –  |
| 7  | −1  | Nico Rosberg       | 12     | 94     | –  | –  | 3  | –  | –  | 1  |
| 8  | −1  | Robert Kubica      | 12     | 89     | –  | 1  | 1  | –  | 1  | 2  |
| 9  | 0   | Michael Schumacher | 12     | 38     | –  | –  | –  | –  | –  | 1  |
| 10 | 0   | Adrian Sutil       | 12     | 35     | –  | –  | –  | –  | –  | 1  |
| 11 | 0   | Rubens Barrichello | 12     | 30     | –  | –  | –  | –  | –  | 1  |
| 12 | +2  | Witalij Pietrow    | 12     | 17     | –  | –  | –  | –  | 1  | 3  |
| 13 | −1  | Kamui Kobayashi    | 12     | 17     | –  | –  | –  | –  | –  | 6  |
| 14 | −1  | Vitantonio Liuzzi  | 12     | 12     | –  | –  | –  | –  | –  | 2  |
| 15 | +2  | Nico Hülkenberg    | 12     | 10     | –  | –  | –  | –  | –  | 3  |
| 16 | −2  | Sébastien Buemi    | 12     | 7      | –  | –  | –  | –  | –  | 4  |
| 17 | +1  | Pedro de la Rosa   | 11     | 6      | –  | –  | –  | –  | –  | 6  |
| 18 | −2  | Jaime Alguersuari  | 12     | 3      | –  | –  | –  | –  | –  | 2  |
| 19 | 0   | Heikki Kovalainen  | 11     | 0      | –  | –  | –  | –  | –  | 5  |
| 20 | 0   | Karun Chandhok     | 10     | 0      | –  | –  | –  | –  | –  | 2  |
| 21 | 0   | Lucas Di Grassi    | 12     | 0      | –  | –  | –  | –  | –  | 6  |
| 22 | 0   | Jarno Trulli       | 11     | 0      | –  | –  | –  | –  | –  | 4  |
| 23 | 0   | Bruno Senna        | 11     | 0      | –  | –  | –  | –  | –  | 6  |
| 24 | 0   | Timo Glock         | 11     | 0      | –  | –  | –  | –  | –  | 5  |
| 25 | 0   | Sakon Yamamoto     | 3      | 0      | –  | –  | –  | –  | –  | 1  |
| P  | +/− | Kierowca           | Starty | Punkty | P1 | P2 | P3 | PP | NO | NS |

### Konstruktorzy
| P  | +/− | Konstruktor          | Starty | Punkty | P1 | P2 | P3 | PP | NO | NS |
| -- | --- | -------------------- | ------ | ------ | -- | -- | -- | -- | -- | -- |
| 1  | +1  | Red Bull-Renault     | 24     | 312    | 6  | 2  | 4  | 11 | 5  | 3  |
| 2  | −1  | McLaren-Mercedes     | 24     | 304    | 4  | 5  | 2  | 1  | 3  | 2  |
| 3  | 0   | Ferrari              | 24     | 238    | 2  | 4  | 2  | –  | 2  | –  |
| 4  | 0   | Mercedes             | 24     | 132    | –  | –  | 3  | –  | –  | 2  |
| 5  | 0   | Renault              | 24     | 106    | –  | 1  | 1  | –  | 2  | 5  |
| 6  | 0   | Force India-Mercedes | 24     | 47     | –  | –  | –  | –  | –  | 3  |
| 7  | 0   | Williams-Cosworth    | 24     | 40     | –  | –  | –  | –  | –  | 4  |
| 8  | 0   | BMW Sauber-Ferrari   | 23     | 23     | –  | –  | –  | –  | –  | 12 |
| 9  | 0   | Toro Rosso-Ferrari   | 24     | 10     | –  | –  | –  | –  | –  | 6  |
| 10 | 0   | Lotus-Cosworth       | 22     | 0      | –  | –  | –  | –  | –  | 11 |
| 11 | 0   | HRT-Cosworth         | 24     | 0      | –  | –  | –  | –  | –  | 9  |
| 12 | 0   | Virgin-Cosworth      | 23     | 0      | –  | –  | –  | –  | –  | 11 |
| P  | +/− | Konstruktor          | Starty | Punkty | P1 | P2 | P3 | PP | NO | NS |